# Macruronus novaezelandiae
Macruronus novaezelandiae là một loài cá của họ Merlucciidae tìm thấy xung quanh miền nam Australia và New Zealand ở độ sâu từ 10 đến 1.000 m (33 và 3.281 ft). Loài này ăn trong tầng giữa và ăn mực, động vật giáp xác và cá.
Chiều dài của loài cá này là từ 60 đến 120 cm. Nó là một loài cá bạc mảnh mai có bề ngoài tương tự với Rexea solandri. Thịt của loài cá này có màu trắng và hầu như luôn luôn được bán dưới dạng philê.
Loài cá này là một trong những loài được sử dụng trong món Tập tint-O-Fish, Fish Finger và McFish trong món bánh mì kẹp sandwich của McDonald. Trước đây người ta phục vụ tại Long John Silver và nhà hàng Denny tại Hoa Kỳ.